# Mucropetraliella magnifica
Mucropetraliella magnifica är en mossdjursart som först beskrevs av Busk 1884.  Mucropetraliella magnifica ingår i släktet Mucropetraliella och familjen Petraliellidae. Inga underarter finns listade i Catalogue of Life.